# Émilienne Farny
Pour les articles homonymes, voir Farny.
Émilienne Farny, née à Neuchâtel le 16 mai 1938 et morte à Lausanne le 7 juin 2014, est une peintre suisse.

## Biographie
Émilienne Farny a passé son enfance à Neuchâtel, où son père était avocat. De 1956 à 1960, elle étudie la peinture à l’École cantonale d'art de Lausanne, avec notamment le peintre Jacques Berger. Elle s’installe ensuite à Paris, où elle découvre le pop art. Elle se consacre dès lors à la représentation de ce qu’elle a sous les yeux, qu’elle inaugure par la série des Chantiers.
En 1971, elle revient en Suisse, à Lausanne, où le Musée cantonal des beaux-arts lui consacrera une exposition l’année suivante. Dans une longue série intitulée Le Bonheur suisse, elle représente les villas cossues, les paysages aseptisés et les rives bétonnées du lac Léman. À partir de 1985, dans Paysages après meurtre, la nature prédomine, détaillée avec une précision hyperréaliste, et contemplée par des personnages vus de dos. En 2003, dans la série des Vernissages, elle développe la réflexion picturale sur le thème du regard. Dans les séries les plus récentes, elle se consacre aux aspects les plus significatifs du décor urbain, graffitis, publicité, parkings, sous-voie, fenêtres sur cour, bancs et trottoirs, etc.
Émule des peintres américains comme Tom Wesselmann ou Roy Lichtenstein, Émilienne Farny adopte leur technique des aplats de couleur acrylique.
« Ce que je peins, dit-elle, c'est aujourd'hui : des graffiti avec des gens qui passent, des personnages de dos qui déambulent au bord d'un lac ou assis sur des bancs, des parkings, des vernissages, etc. Je n'explique pas le monde, je le peins avec sa folie, sa tendresse, son désarroi, et sa solitude surtout. Dans toute sa beauté aussi, celle qui niche partout pour qui sait la débusquer. Je n'ai aucun message à transmettre sinon un instant d'éternité volé au quotidien » .

## Expositions
- 1997 : Fondation Moret, Martigny
- 2000 : Espace Saint-François, Lausanne
- 2001 : Maison Visinand, Montreux
- 2006 : Galerie des amis des arts, Neuchâtel
- 2008 : Galerie de l’Univers, Lausanne
- 2009 : Galerie du Château, Renens
- 2010 : Galerie Bis Heute, Berne
- 2013 : Fondation Pierre Gianadda, Martigny
- 2015 : Galerie de l'Univers, Lausanne
- 2023 : Musée d'Art de Pully